# Felimare agassizii
Felimare agassizii es un gasterópodo de la familia Chromodorididae. Fue descrita originalmente como Chromodoris agassizii por Bergh en 1894 en Panamá (océano Pacífico). Esta especie fue asignada al género Felimare, el cual fue recientemente reerecto con base en análisis moleculares utilizando dos marcadores mitocondriales, el citocromo oxidasa subunidad 1 (COI) y el 16S rRNA (16S).

## Nombre común
- Español: babosa de mar.

## Clasificación y descripción de la especie
La región dorsal es negro o azul obscuro, con una serie de puntos amarillos distribuidos de manera irregular sobre el cuerpo. Presenta unos puntos visiblemente más grandes y generalmente en pares, los cuales puedes estar orientados semejando líneas interrumpidas. Presenta unas franjas alrededor del manto de color verde, amarilla y blanca, todas interrumpidas en la parte media del cuerpo y en la cabeza. Como otras especies de la familia, las branquias y los rinóforos son retráctiles. Los rinóforos son del mismo color que el cuerpo y tienen una línea vertical de color amarillo. Las branquias son de color claro y con las puntas de color morado. Alcanza hasta los 80 mm de longitud.

## Distribución de la especie
Esta especie fue descrita por primera vez en la costa del Pacífico en Panamá. Se distribuye en la costa este del océano Pacífico, desde el Golfo de California hasta Panamá, incluyendo las islas Galápagos (Ecuador) y la Isla de Malpelo (Colombia).

## Ambiente marino
Habita en arrecifes de coral.

## Estado de conservación
No se encuentra bajo ninguna categoría de riesgo.